# Фриберг, Даниэль
Даниэль Жоэль Фриберг (англ. Daniel Joel Friberg; род. 10 июля 1986 года, Мутала, Швеция) — бывший шведский конькобежец, призёр чемпионата мира по конькобежному спорту на отдельных дистанциях 2009 года. Участник зимних Олимпийских игр 2010 года.

## Биография
Даниэль Фриберг родился в городе Мутала, лен Эстергётланд, Швеция. Профессионально тренировался с двенадцатилетнего возраста на базе клуба «Motala AIF», Мутала. Объявил о завершении карьеры в 25-летнем возрасте из-за травмы спины и головы, полученных осенью 2010 года. После завершения карьеры конькобежца занимается велоспортом.
15 марта 2009 года во время командной гонки на чемпионате мира по конькобежному спорту на отдельных дистанциях 2009 года (Ричмонд, Канада) был в составе шведской команды, финишировавшей второй с итоговым результатом 3:45.73 (+4.47). Первенство забега досталось голландским конькобежцам (3:41.26), а третье место команде из США (3:46.07 (+4.81)).
На зимних Олимпийских играх 2010 года Фриберг был заявлен для участия в забеге на 1500 м и командной гонке. 20 февраля 2010 года на Олимпийском овале Ричмонда он финишировал с результатом 1:49.13. В итоговом зачёте Даниэль занял 25-е место. 27 февраля 2010 года на Олимпийском овале Ричмонда в командной гонке преследования шведские конькобежцы финишировали первыми в финале D с результатом 3:46.18. В итоговом зачёте они заняли 7-е место.